# Championnat d'Afrique du Nord de football 1953
Navigation
Championnat AfN 1952 Championnat AfN 1954
Cet article traite de l'édition 1953 du Championnat d'Afrique du Nord de l'ULNA. Il s'agit de la vingt-septième édition de cette compétition qui se terminera par une victoire du Sporting Club Bel-Abbès.
Les deux équipes qui se rencontrent en finale sont le Sporting Club Bel-Abbès de la Ligue d'Oran et le Football Club Blida de la Ligue d'Alger. Elle se termine par une victoire du Sporting Club Bel-Abbès sur le score de quatre buts à zéro.
Le SC Bel-Abbès remporte la compétition pour la sixième fois de son histoire et permet à sa ligue, la Ligue d'Oran d'obtenir son neuvième tire dans cette compétition. Le FC Blidéen est défait pour la troisième fois en finale dans cette compétition et pour sa ligue, il s'agit de la sixième défaite en finale.
Au total lors cette édition, 4 matchs ont été joués avec 5 participants des cinq ligues différentes que sont la Ligue d'Alger, la Ligue d'Oran, la Ligue de Tunisie, la Ligue du Maroc et la Ligue de Constantine.

## Ligue d'Alger
Classement final:
| Rang | Équipe            | Pts | J  | G  | N  | P  | Bp | Bc | Diff |
| ---- | ----------------- | --- | -- | -- | -- | -- | -- | -- | ---- |
| 1    | FC Blida          | 51  | 22 | 10 | 9  | 3  | 40 | 25 | +15  |
| 2    | MC Alger          | 46  | 22 | 7  | 10 | 5  | 26 | 22 | +4   |
| 3    | GS Orléansville   | 46  | 22 | 8  | 8  | 6  | 27 | 19 | +8   |
| 4    | O. Marengo        | 45  | 22 | 9  | 5  | 8  | 33 | 35 | -2   |
| 5    | AS Saint-Eugène T | 45  | 22 | 8  | 7  | 7  | 25 | 23 | +2   |
| 6    | AS Boufarik       | 44  | 22 | 9  | 4  | 9  | 31 | 34 | -3   |
| 7    | O Hussein-Dey     | 44  | 22 | 8  | 6  | 8  | 23 | 27 | -4   |
| 8    | Red Star Algérois | 43  | 22 | 7  | 7  | 8  | 21 | 22 | -1   |
| 9    | Stade Guyotville  | 43  | 22 | 6  | 9  | 7  | 30 | 32 | -2   |
| 10   | USM Blida         | 42  | 22 | 7  | 6  | 9  | 24 | 26 | -2   |
| 11   | SCU El Biar       | 42  | 22 | 6  | 8  | 8  | 21 | 22 | -1   |
| 12   | RU Alger          | 37  | 22 | 4  | 7  | 11 | 16 | 30 | -14  |

Qualifications internationales
- Championnat d'Afrique du Nord de football

Relégation
- Relégué et rétrograde en Promotion Honneur

Abréviations
T : Tenant du titre

C : Vainqueur de la Coupe Forconi 1952-1953

P : Promus de Promotion Honneur 1951-1952
L'USM Blida et le SCU El Biar ayant terminé ex-aequo ont joué un match de classement qui a été remporté par l'USM Blida par 3-0. El Biar accompagne le RU Alger en division inférieure et sont remplacés par la Gallia Sports d'Alger et le RC Maison carrée.

## Ligue d'Oran
Classement final le 17 mai 1953:
| Rang | Équipe           | Pts | J  | G  | N  | P  | Bp | Bc | Diff |
| ---- | ---------------- | --- | -- | -- | -- | -- | -- | -- | ---- |
| 1    | SC Bel-Abbès     | 54  | 22 | 11 | 10 | 1  | 41 | 22 | +19  |
| 2    | USSC Témouchent  | 50  | 22 | 12 | 4  | 6  | 37 | 26 | +11  |
| 3    | USM Oran         | 48  | 22 | 10 | 6  | 6  | 37 | 34 | +3   |
| 4    | FC Oran          | 47  | 22 | 9  | 7  | 6  | 41 | 43 | -2   |
| 5    | SS Marsa         | 44  | 22 | 8  | 6  | 8  | 34 | 31 | +3   |
| 6    | GC Oran          | 44  | 22 | 7  | 8  | 7  | 34 | 33 | +1   |
| 7    | AGS Mascara      | 42  | 22 | 7  | 6  | 9  | 27 | 35 | -8   |
| 8    | IS Mostaganem    | 41  | 22 | 7  | 5  | 10 | 45 | 43 | +2   |
| 9    | USM Bel-Abbès    | 41  | 22 | 5  | 9  | 8  | 37 | 37 | 0    |
| 10   | CDJ Oran         | 40  | 22 | 6  | 6  | 10 | 25 | 31 | -6   |
| 11   | GC Mascara       | 39  | 22 | 5  | 7  | 10 | 24 | 35 | -11  |
| 12   | AS Marine d'Oran | 38  | 22 | 5  | 6  | 11 | 35 | 47 | -12  |

- Champion de Promotion Honneur

- Vice-champion de Promotion Honneur

- Relégué

Les deux derniers clubs rétrogradent en Pré-Honneur et sont remplacés par la "Jeunesse sportive musulmane de Tlemcen" et le "Gaieté Club Saïdéen".

## Ligue de Constantine
Classement final,:
| Rang | Équipe            | Pts | J  | G  | N  | P  | Bp | Bc | Diff |
| ---- | ----------------- | --- | -- | -- | -- | -- | -- | -- | ---- |
| 1    | JSM Philippeville | 53  | 22 | 14 | 3  | 5  | 46 | 32 | +14  |
| 2    | AS Bône           | 52  | 22 | 12 | 6  | 4  |    |    |      |
| 3    | ESFM Guelma       | 51  | 22 | 11 | 7  | 4  |    |    |      |
| 4    | USM Bône          | 48  | 22 | 8  | 10 | 4  |    |    |      |
| 5    | JBAC Bône         | 46  | 22 | 7  | 10 | 5  |    |    |      |
| 6    | RC Philippeville  | 45  | 22 | 10 | 3  | 9  | 47 | 31 | +16  |
| 7    | JS Djijel         | 44  | 22 | 9  | 4  | 9  |    |    |      |
| 8    | EJ Philippeville  | 44  | 22 | 10 | 2  | 10 | 31 | 32 | -1   |
| 9    | MO Constantine    | 42  | 22 | 7  | 6  | 9  |    |    |      |
| 10   | CS Constantine    | 40  | 22 | 7  | 4  | 11 |    |    |      |
| 11   | USFM Sétif        | 39  | 22 | 6  | 5  | 11 |    |    |      |
| 12   | USM Khenchela     | 26  | 22 | 1  | 2  | 19 |    |    |      |

- Champion de Promotion Honneur

- Vice-champion de Promotion Honneur

- Relégué

## Ligue du Maroc
Championnat du Maroc de football 1952-1953
| Rang | Équipe            | Pts | J  | G  | N | P | Bp | Bc | Diff |
| ---- | ----------------- | --- | -- | -- | - | - | -- | -- | ---- |
| 1    | SA Marrakech      | 55  | 22 |    |   |   |    |    |      |
| 2    | US Marocaine (T)  | 52  | 22 |    |   |   |    |    |      |
| 3    | Stade Marocain    | 52  | 22 |    |   |   |    |    |      |
| 4    | Wydad AC          | 47  | 22 | 12 | 1 | 9 | 37 | 32 | +5   |
| 5    | MC Oujda          | 46  | 22 |    |   |   |    |    |      |
| 6    | Racing AC         | 45  | 22 |    |   |   |    |    |      |
| 7    | AS Tanger-Fès     | 43  | 22 |    |   |   |    |    |      |
| 8    | USD Meknès        | 42  | 22 |    |   |   |    |    |      |
| 9    | SCC Roches Noires | 40  | 22 |    |   |   |    |    |      |
| 10   | Fath US           | 39  | 22 |    |   |   |    |    |      |
| 11   | SC Mazagan        | 35  | 22 |    |   |   |    |    |      |
| 12   | ASPTT Casablanca  | 33  | 22 |    |   |   |    |    |      |

## Ligue de Tunisie
Championnat de Tunisie de football 1952-1953
En raison des événements qui ont eu lieu à la suite de la révolution du 18 janvier 1952, le championnat n'a pas repris au cours de cette saison et a été remplacé par un critérium auquel les équipes nationalistes n'ont pas pris part. Les équipes qui ont participé ont été divisées en 5 poules qui ont donné les résultats suivants :

### Critérium
- Poule Tunis-Nord 1 (10 clubs) :

| Rang | Équipe             | Pts | J  | G | N | P | Bp | Bc | Diff |
| ---- | ------------------ | --- | -- | - | - | - | -- | -- | ---- |
| 1    | Olympique de Tunis |     | 18 |   |   |   |    |    |      |
| 2    | US Ferryville      |     | 18 |   |   |   |    |    |      |
| 3    | ?                  |     | 18 |   |   |   |    |    |      |
| 4    | ?                  |     | 18 |   |   |   |    |    |      |
| 5    | ?                  |     | 18 |   |   |   |    |    |      |
| 6    | ?                  |     | 18 |   |   |   |    |    |      |
| 7    | ?                  |     | 18 |   |   |   |    |    |      |
| 8    | ?                  |     | 18 |   |   |   |    |    |      |
| 9    | ?                  |     | 18 |   |   |   |    |    |      |
| 10   | ?                  |     | 18 |   |   |   |    |    |      |

- Poule Tunis-Nord 2 (8 clubs):

| Rang | Équipe                           | Pts | J  | G | N | P | Bp | Bc | Diff |
| ---- | -------------------------------- | --- | -- | - | - | - | -- | -- | ---- |
| 1    | Vaillante-Jeunesse de Hammam-Lif |     | 14 |   |   |   |    |    |      |
| 2    | ?                                |     | 14 |   |   |   |    |    |      |
| 3    | ?                                |     | 14 |   |   |   |    |    |      |
| 4    | ?                                |     | 14 |   |   |   |    |    |      |
| 5    | ?                                |     | 14 |   |   |   |    |    |      |
| 6    | ?                                |     | 14 |   |   |   |    |    |      |
| 7    | ?                                |     | 14 |   |   |   |    |    |      |
| 8    | ?                                |     | 14 |   |   |   |    |    |      |

- Poule Nord-Ouest (4 clubs) :

| Rang | Équipe      | Pts | J | G | N | P | Bp | Bc | Diff |
| ---- | ----------- | --- | - | - | - | - | -- | -- | ---- |
| 1    | FC Djerissa |     | 6 |   |   |   |    |    |      |
| 2    | ?           |     | 6 |   |   |   |    |    |      |
| 3    | ?           |     | 6 |   |   |   |    |    |      |
| 4    | ?           |     | 6 |   |   |   |    |    |      |

- Poule Centre-Sud (3 clubs) :

| Rang | Équipe  | Pts | J | G | N | P | Bp | Bc | Diff |
| ---- | ------- | --- | - | - | - | - | -- | -- | ---- |
| 1    | Sfax RS |     | 4 |   |   |   |    |    |      |
| 2    | ?       |     | 4 |   |   |   |    |    |      |
| 3    | ?       |     | 4 |   |   |   |    |    |      |

- Poule Sud-Ouest (6 clubs) :

| Rang | Équipe        | Pts | J  | G | N | P | Bp | Bc | Diff |
| ---- | ------------- | --- | -- | - | - | - | -- | -- | ---- |
| 1    | Khanfous Club |     | 10 |   |   |   |    |    |      |
| 2    | ?             |     | 10 |   |   |   |    |    |      |
| 3    | ?             |     | 10 |   |   |   |    |    |      |
| 4    | ?             |     | 10 |   |   |   |    |    |      |
| 5    | ?             |     | 10 |   |   |   |    |    |      |
| 6    | ?             |     | 10 |   |   |   |    |    |      |

### Second Tour
Le second tour a donné les résultats suivants: 
- Tunis-Nord 1 : Victoire de l'Olympique de Tunis sur l'Union sportive de Ferryville
- Nord-Ouest - Tunis-Nord 2 : Victoire du Football Club de Djerissa sur la Vaillante-Jeunesse de Hammam-Lif

### Troisième Tour
Le troisième tour opposant quatre clubs : et 
|   | Critérium      | Club               | Score | Club          | Lieu                                        |
| - | -------------- | ------------------ | ----- | ------------- | ------------------------------------------- |
| 1 | Critérium Nord | Olympique de Tunis | 6 - 0 | FC Djerissa   |                                             |
| 1 | Critérium Sud  | Sfax RS            | 2 - 0 | Khanfous Club | (buts de Georges Ellul et Vincent Compagno) |

### Finale Nationale
Sfax RS représenter la Tunisie au Championnat d'Afrique du Nord de football.
|   | Critérium | Club    | Score | Club               | Lieu                                                   |
| - | --------- | ------- | ----- | ------------------ | ------------------------------------------------------ |
| 1 | Finale    | Sfax RS | 2 - 1 | Olympique de Tunis | (2 buts de Georges Paraskevas contre 1 but de Mercury) |

## Compétition Finale

### Match d’Élimination
Lors du match d'élimination deux des cinq équipes sont tirés au hasard pour s'affronter. Le vainqueur se qualifie immédiatement en demi-finale. Le Sport Athlétique de Marrakech de la Ligue du Maroc et la JSM Philippeville de la Ligue de Constantine sont ainsi les deux clubs devant s'affronter. La rencontre a lieu à Casablanca.
- match d'élimination joués le 24 mai 1953[9]:

|   | Date | Club                | Score | Club                     | Lieu       |
| - | ---- | ------------------- | ----- | ------------------------ | ---------- |
| 1 |      | SA Marrakech (LMFA) | 3 - 1 | JSM Philippeville (LCFA) | Casablanca |

| Titulaires : |  |
|              |  |
|              |  |

| Titulaires : |  |
|              |  |
|              |  |

| Titulaires : |  |
|              |  |
|              |  |

| Titulaires : |  |
|              |  |
|              |  |

### Demi-finales
- Résultats des demi-finales du Championnat d'Afrique du Nord 1953:
- matchs des demi-finales joués le 31 mai 1953[10]:

|   | Date | Club                | Score  | Club                | Lieu       |
| - | ---- | ------------------- | ------ | ------------------- | ---------- |
| 1 |      | FC Blida (LAFA)     | 11 - 3 | Sfax RS (LTFA)      |            |
| 2 |      | SC Bel-Abbès (LOFA) | 3 - 1  | SA Marrakech (LMFA) | Casablanca |

| Titulaires : |  |
| |  |
| 1. Loulou Garguillo 2. Hasni Djilali 3. Paul Gasque 4. Roger Cau 5. Espi 6. Georges Giner 7. Charly Camand 8. Armand Ruiz 9. Moréno 10. Abderrahmane Meftah 11. Bernard Rahis |  |
| Entraîneur : |  |
| Jélineck |  |

| Titulaires : |  |
| |  |
| 1. Ehms 2. Giordanella 3. Dato E. 4. Merangelo 5. Dato J. 6. Sofianes 7. Cassar 8. Ellul 9. Paraskevos 10. Campagno M. 11. Campagno J. |  |

| Titulaires : |  |
| |  |
| 1. Loulou Garguillo 2. Hasni Djilali 3. Paul Gasque 4. Roger Cau 5. Espi 6. Georges Giner 7. Charly Camand 8. Armand Ruiz 9. Moréno 10. Abderrahmane Meftah 11. Bernard Rahis |  |
| Entraîneur : |  |
| Jélineck |  |

| Titulaires : |  |
| |  |
| 1. Ehms 2. Giordanella 3. Dato E. 4. Merangelo 5. Dato J. 6. Sofianes 7. Cassar 8. Ellul 9. Paraskevos 10. Campagno M. 11. Campagno J. |  |

| Titulaires : |  |
| |  |
| 1. Di Orio 2. Rodriguez 3. Cano 4. Martinez 5. Calatayud 6. Béragua 7. Amato Olmiccia 8. Antoine Diaz 9. Aber Djilali 10. Préguézuélo 11. Hubert Gros |  |
| Entraîneur : |  |
| René Rebibo |  |

| Titulaires : |  |
| |  |
| 1. Thomas 2. Boucetta 3. Papot 4. Chinois 5. Moulay 6. N'jar 7. Mamoun 8. Martinez 9. Douche 10. Dussoni 11. Ducourneau |  |

| Titulaires : |  |
| |  |
| 1. Di Orio 2. Rodriguez 3. Cano 4. Martinez 5. Calatayud 6. Béragua 7. Amato Olmiccia 8. Antoine Diaz 9. Aber Djilali 10. Préguézuélo 11. Hubert Gros |  |
| Entraîneur : |  |
| René Rebibo |  |

| Titulaires : |  |
| |  |
| 1. Thomas 2. Boucetta 3. Papot 4. Chinois 5. Moulay 6. N'jar 7. Mamoun 8. Martinez 9. Douche 10. Dussoni 11. Ducourneau |  |

### Finale
- Résultats de la finale du Championnat d'Afrique du Nord 1953

La finale joués le 7 juin 1953 :
|   | Date | Club                | Score | Club            | Lieu  |
| - | ---- | ------------------- | ----- | --------------- | ----- |
| 1 |      | SC Bel-Abbès (LOFA) | 4 – 0 | FC Blida (LAFA) | Alger |

| Titulaires : |  |
| |  |
| (Blanc) 1. Di Orio 2. Slimane Benyamina 3. Cano 4. Rodriguez 5. Béragua 6. Calatayud 7. Préguézuélo 8. Amato Olmiccia 9. Aber Djilali 10. Hubert Gros 11. Antoine Diaz |  |
| Entraîneur : |  |
| René Rebibo |  |

| Titulaires : |  |
| |  |
| (Jaune et Noir) 1. Loulou Garguillo 2. Hasni Djilali 3. Paul Gasque 4. Roger Cau 5. Espi 6. Georges Giner 7. Charles Jean Pierre Camand 8. Armand Ruiz 9. Moréno 10. Abderrahmane Meftah 11. Bernard Raïs |  |
| Entraîneur : |  |
| Jélineck |  |

| Titulaires : |  |
| |  |
| (Blanc) 1. Di Orio 2. Slimane Benyamina 3. Cano 4. Rodriguez 5. Béragua 6. Calatayud 7. Préguézuélo 8. Amato Olmiccia 9. Aber Djilali 10. Hubert Gros 11. Antoine Diaz |  |
| Entraîneur : |  |
| René Rebibo |  |

| Titulaires : |  |
| |  |
| (Jaune et Noir) 1. Loulou Garguillo 2. Hasni Djilali 3. Paul Gasque 4. Roger Cau 5. Espi 6. Georges Giner 7. Charles Jean Pierre Camand 8. Armand Ruiz 9. Moréno 10. Abderrahmane Meftah 11. Bernard Raïs |  |
| Entraîneur : |  |
| Jélineck |  |

|  |  |

| Championnat d'Afrique du Nord Vainqueur 1953 |
| -------------------------------------------- |
| Sporting Club Bel-Abbès Sixième titre        |